# Special Olympics
Special Olympics is een internationale organisatie, opgericht door Eunice Kennedy Shriver, die sporttrainingen en -wedstrijden organiseert voor mensen met een verstandelijke beperking. Door deelname krijgen ze meer zelfvertrouwen, maken ze vrienden en gaat hun conditie vooruit. Meer dan 2,5 miljoen sporters uit meer dan 180 landen doen hieraan mee.
De eed die alle sporters afleggen voor de wedstrijd is: "Let me win. But if I cannot win, let me be brave in the attempt." ("Ik hoop dat ik win. Maar als ik niet win, laat mij dan moedig een poging doen.") Het motto voor alle Special Olympics evenementen is: meedoen is belangrijker dan winnen.

## Special Olympic World Games
Net zoals de Olympische Spelen en de Paralympische Spelen worden de Special Olympics World Games iedere vier jaar gehouden, waarbij de Summer en Winter Games elkaar afwisselen. De Special Olympics World Games worden georganiseerd in het jaar voorafgaand aan de Olympische Spelen. De eerste internationale Special Olympic Games die werden georganiseerd vonden plaats in 1968 in Chicago. In 1977 vonden voor het eerst Special Olympic winterspelen plaats in Steamboat Springs. In 1988 werden de Special Olympics door het Internationaal Olympisch Comité (IOC) officieel erkend. Het is de een van twee sportorganisaties die toestemming heeft van het IOC om de titel Olympisch te dragen.
De eerste keer dat de Special Olympics World Summer Games buiten de Verenigde Staten werden gehouden was in 2003, toen de spelen plaatsvonden in Dublin, van 20 juni tot 29 juni. Het thema van deze Games was "Share the Feeling". Dublin ontving 166 internationale delegaties, meer dan 7000 sporters, 3000 coaches en 28.000 familieleden en vrienden. Er nam een Nederlandse delegatie deel van 60 sporters en 20 begeleiders.

### Edities
Zomerspelen
| Jaar | Stad                     | Landen | Sporters |
| ---- | ------------------------ | ------ | -------- |
| 1968 | Chicago                  | 2      | 1000     |
| 1970 | Chicago                  | 4      | 2000     |
| 1972 | Los Angeles              | 8      | 2500     |
| 1975 | Mount Pleasant           | 10     | 3200     |
| 1979 | Brockport                | 20     | 3200     |
| 1983 | Baton Rouge              | 32     | 4000     |
| 1987 | South Bend               | 70     | 4700     |
| 1991 | Minneapolis & Saint Paul | 100    | 6000     |
| 1995 | New Haven                | 143    | 7000     |
| 1999 | Durham                   | 150    | 7000     |
| 2003 | Dublin                   | 150    | 6500     |
| 2007 | Shanghai                 | 164    | 7500     |
| 2011 | Athene                   | 185    | 7000     |
| 2015 | Los Angeles              | 177    | 7000     |
| 2019 | Abu Dhabi                | 190    | 7500     |
| 2023 | Berlijn                  |        |          |

Winterspelen
| Jaar | Stad                     | Landen | Sporters |
| ---- | ------------------------ | ------ | -------- |
| 1977 | Steamboat Springs        | 9      | 500      |
| 1981 | Smugglers' Notch & Stowe | 12     | 600      |
| 1985 | Park City                | 14     | 1300     |
| 1989 | Reno & Lake Tahoe        | 18     | 1000     |
| 1993 | Salzburg & Schladming    | 50     | 1600     |
| 1997 | Toronto & Collingwood    | 73     | 2000     |
| 2001 | Anchorage                | 70     | 1800     |
| 2005 | Nagano                   | 84     | 1800     |
| 2009 | Boise                    | 100    | 2000     |
| 2013 | Pyeongchang              | 90     | 2000     |
| 2017 | Graz & Schladming        | 107    | 2700     |
| 2025 | Turijn                   |        |          |

### Sporten
Op het programma staan 26 zomersporten en acht wintersporten. 

#### Zomersporten
- Atletiek
- Badminton
- Basketbal
- Bocce
- Beachvolleybal
- Bowling
- Futsal
- Gewichtheffen
- Golf
- Handbal
- Hockey
- Judo
- Kajakken
- Paardrijden
- Ritmische gymnastiek
- Skaten
- Tafeltennis
- Tennis
- Turnen
- Voetbal
- Volleybal
- Wielrennen
- Zeilen
- Zwemmen

#### Wintersporten
- Alpineskiën
- Dansen
- Floorball
- Kunstschaatsen
- Langlaufen
- Shorttrack
- Snowboarden
- Snowshoeiing

## Europese Spelen
In 1981 vonden voor het eerst de European Summer Games plaats. In 2000 werden deze spelen in Groningen gehouden. Een evenement waar zo'n 2000 sporters uit 51 landen uit Europa en Eurazië aan deelnamen. Het motto van de 2000 Special Olympics European Games was: "Let's win together!",het lied geschreven door Bolland & Bolland en uitgevoerd door de Groningse zangeres Wia Buze. Toernooidirecteur was Geert-Jan ten Brink, die na het evenement nog steeds verbonden is aan Special Olympics International als adviseur. Later werd hij wethouder van de Drentse gemeente Aa en Hunze en sinds 2011 is hij de burgemeester van Slochteren.
In 2006 werden in Rome voor het eerste de European Youth Games georganiseerd, speciaal voor sporters onder de 21 jaar.
In 2014 werden de Europese spelen in Antwerpen georganiseerd. Om deze Spelen te promoten werd een campagne opgezet met oa. Kevin De Bruyne, Kim Gevaert & Jean-Michel Saive. Deze editie kon rekenen op 40 000 toeschouwers. 

## Special Olympics Nederland
Special Olympics Nederland is sinds 1993 aangesloten bij de wereldwijde organisatie. Er worden in Nederland regelmatig regionale evenementen georganiseerd. Het nationaal evenement, waar in 2006 meer dan 1200 sporters aan deelnamen, vond in 2008 plaats in Amsterdam. De editie van 2010 vond plaats in Noord-Limburg, waaronder in Venlo. De editie van 2012 vond plaats op 2 en 3 juni in 's-Hertogenbosch. Daar werd ook bekend dat de Special Olympics Nederland in 2014 worden gehouden in Heerenveen en op Sportcentrum Schuttersveld in Sneek. In 2016 zijn de Nationale Spelen in Nijmegen, Wijchen en Groesbeek en is het Special Olympics Dorp op Heumensoord. In 2018 werden de Nationale Spelen gehouden in de Achterhoek en staat het dorp in Groenlo. De Nationale Spelen van 2020 in Den Haag werden uitgesteld naar 2021 vanwege de coronapandemie. In 2022 vonden de Nationale Spelen plaats in Twente. De editie van 2024 zal gehouden worden in Breda en Tilburg.

## Special Olympics België
De Belgische tak van Special Olympics werd opgericht in 1968 en heeft tegenwoordig, naar eigen zeggen, een gemeenschap van 20 000 atleten en 11 000 vrijwilligers. Special Olympics Belgium organiseert jaarlijks de Nationale Spelen, telkens tijdens het Hemelvaartweekend.
| Jaar | Locatie                         |
| ---- | ------------------------------- |
| 2017 | Lommel                          |
| 2018 | Doornik & Moeskroen             |
| 2019 | Sint-Niklaas & Beveren          |
| 2020 | Afgelast vanwege Coronapandemie |
| 2021 | Halle                           |
| 2022 | Ottignies                       |
| 2023 | Mechelen                        |
| 2024 | La Louvière                     |
| 2025 | Kortrijk                        |